# Hmelivka, Horodok
Hmelivka (în ucraineană Хмелівка) este o comună în raionul Horodok, regiunea Hmelnîțkîi, Ucraina, formată numai din satul de reședință.

## Demografie
Componența lingvistică a comunei Hmelivka
     Ucraineană (100%)
Conform recensământului din 2001, toată populația comunei Hmelivka era vorbitoare de ucraineană (100%).